# Bottiella cucutensis
Bottiella cucutensis е вид ракообразно от семейство Trichodactylidae. Видът е уязвим и сериозно застрашен от изчезване.

## Разпространение
Разпространен е във Венецуела и Колумбия.